# We Are Domi
We Are Domi også tidligere kendt som DOMI er en tjekkisk gruppe bestående af Dominika Hašková, Casper Hatlestad og Benjamin Rekstad, De har repræsenteret Tjekkiet i Eurovision Song Contest 2022 i Torino, med sangen "Lights Off" og kom på en 22 plads i finalen.